# Jenny Rose
Jenny Rose es una deportista neozelandesa que compitió en triatlón. Ganó una medalla de oro en el Campeonato Mundial de Triatlón de Larga Distancia de 1995.

## Palmarés internacional
| Campeonato Mundial | Campeonato Mundial | Campeonato Mundial | Campeonato Mundial |
| Año                | Lugar              | Medalla            | Prueba             |
| ------------------ | ------------------ | ------------------ | ------------------ |
| 1995               | Niza (Francia)     | Medalla de oro     | Individual         |